# 대한민국 민법 제662조
대한민국 민법 제662조는 묵시의 갱신에 대한 민법총칙 조문이다.

## 조문
제662조(묵시의 갱신) ①고용기간이 만료한 후 노무자가 계속하여 그 노무를 제공하는 경우에 사용자가 상당한 기간내에 이의를 하지 아니한 때에는 전고용과 동일한 조건으로 다시 고용한 것으로 본다. 그러나 당사자는 제660조의 규정에 의하여 해지의 통고를 할 수 있다.
②전항의 경우에는 전고용에 대하여 제삼자가 제공한 담보는 기간의 만료로 인하여 소멸한다.

第662條(묵示의 更新) ①雇傭期間이 滿了한 後 勞務者가 繼續하여 그 勞務를 提供하는 境遇에 使用者가 相當한 期間內에 異議를 하지 아니한 때에는 前雇傭과 同一한 條件으로 다시 雇傭한 것으로 본다. 그러나 當事者는 第660條의 規定에 依하여 解止의 通告를 할 수 있다.
②前項의 境遇에는 前雇傭에 對하여 第三者가 提供한 擔保는 期間의 滿了로 因하여 消滅한다.

## 참고 문헌
- 오현수, 일본민법, 진원사, 2014. ISBN 978-89-6346-345-2
- 오세경, 대법전, 법전출판사, 2014 ISBN 978-89-262-1027-7
- 이준현, LOGOS 민법 조문판례집, 미래가치, 2015. ISBN 979-1-155-02086-9